# دروا (خمیر)
دروا یا درواخانی، روستایی در دهستان رویدر بخش رویدر شهرستان خمیر در استان هرمزگان ایران است.
این روستا در فاصلهٔ ۹ کیلومتری جنوب شهر رویدر واقع شده‌است.

## مردم و امکانات
مذهب مردم این روستا، اهل سنت و از شاخه شافعی هستند یعنی از پیروان  محمد ادریس شافعی هستند. دارای دبستان، مسجد، آب‌انبار «برکه»، است.

## پیشه
پیشه مردم روستا دمداری و کشاورزی است،
دارای ۱۰۰۰ اصله نخل دیم و ۱۰۰ زمین زیر کشت دارد.

## جمعیت
بر پایه سرشماری عمومی نفوس و مسکن در سال ۱۳۹۵، جمعیت این روستا برابر با ۴۶۰ نفر (۱۵۱ خانوار) بوده‌است.